# Martin Divíšek
Martin Divíšek (* 11. května 1985, Praha) je český fotograf.

## Životopis
Martin Divíšek se narodil v květnu 1985 v Praze. Po studiu na SPŠ sdělovací techniky a studiu na VOŠ publicistiky nastoupil do deníku Šíp, odkud po roce přešel do nově vznikajícího fotooddělení centrální redakce Deníku, se kterým stále spolupracuje. Po mnoho let také spolupracuje s Baletem Národního divadla. V lednu 2017 začal fotografovat pro mezinárodní zpravodajskou agenturu European Pressphoto Agency (EPA) a v červnu 2019 se stal jejím stálým fotografem pro Českou republiku a Slovensko.

## Ocenění
- 2011 – Czech Press Photo, čestné uznání v kategorii „Sport“
- 2013 – Czech Press Photo, 2. místo v kategorii „Lidé ve zprávách“
- 2014 – Czech Press Photo, Cena návštěvníků a čestné uznání v kategorii „Reportáž“
- 2015 – Getty Images European Editorial Awards – 3. místo v kategorii „Novinové portfolio roku“
- 2016 – Czech Press Photo, konečná nominace v kategorii „Současná čísla“
- 2018 – Czech Press Photo, konečná nominace v kategorii „Umění a kultura“
- 2019 – Czech Press Photo, 1. místo v kategorii „Umění a kultura"[2]